# Моррис, Мэтт
Мэттью Бертон Моррис (англ. Matt Morris; родился 9 мая 1979 года) — американский музыкант и автор песен.

## Биография

### Ранние годы
Мэтт Моррис родился и вырос в Денвере, Колорадо. Является сыном кантри-певца Гэри Морриса. Воспитывался матерью и отчимом. Решил стать певцом, услышав песни отца. Родители Мэтта развелись вскоре после его рождения. Потом его мать, Тэри Эрнандес, вышла замуж за его отчима, Кена. В 1991 году Моррис присоединился к актёрскому составу «Клуба Микки Мауса». Его коллегами были будущие звёзды Джастин Тимберлейк и Кристина Агилера. Когда в 1994 году шоу закончилось, Моррис вернулся обратно в Денвер к семье. Он окончил среднюю школу Кеннеди и подал заявление на поступление в несколько колледжей.

### Карьера
В 2003 году Моррис выпустил свой независимый альбом UnSpoken. В поддержку альбома он гастролировал по штатам и дал интерактивные сессии и интервью под названием «Размышление о артистах и индустрии музыки». В 2008 году выступил на музыкальном фестивале «Bonnaroo». 23 сентября компания «Tennman Records» выпустила диск с записями фестиваля. 12 января 2010 года Моррис выпустил третий альбом When Everything Breaks Open. Сопродюсерами альбома были Чарли Секстон и Джастин Тимберлейк. Первое видео сингла «Live Forever» богато анимацией. Альбом был записан в Остине, Техас и в хит-параде Billboard 200 он занял 99 место. 22 января 2010 года Моррис исполнил песню Леонарда Коэна «Hallelujah» на благотворительном концерте «Hope for Haiti Now». Также, в 2002 году сотрудничал с Кристиной Агилерой, при записи пяти песен из её альбома Stripped: «Can’t Hold Us Down», «Walk Away», «Infatuation», «Loving Me 4 Me», и «Underappreciated». В 2003 году написал песню «Miss Independent» для альбома Келли Кларксон Thankful.

### Личная жизнь
Моррис — открытый гей и состоит в браке с Шоном Майклом Моррисом.

## Дискография
- 2003: UnSpoken
- 2008: Backstage At Bonnaroo and other Acoustic Performances
- 2010: When Everything Breaks Open